# Студено (Железнікі)
Студено (словен. Studeno) — поселення в общині Железнікі, Горенський регіон, Словенія. Висота над рівнем моря: 442,8 м.